# Sjahin During
Sjahin During (* 1972 in Amsterdam) ist ein türkisch-niederländischer Perkussionist, der vor allem im Bereich der Weltmusik tätig ist.

## Leben und Wirken
During stammt aus einer Künstlerfamilie: Sein Großvater leitete einst die zweiten Geigen im Concertgebouw Orkest in Amsterdam, während sein Vater als Geigenbauer tätig ist. Seine Mutter ist Keramikerin, ein Bruder ein Archäologe und sein jüngerer Bruder ein in Italien lebender Gypsy-Jazz-Gitarrist. Er verbrachte seine ersten Lebensjahre in Istanbul, ab dem Alter von sechs Jahren wuchs er in den Niederlanden auf.
During hat sich seit seiner Jugend der Perkussionmusik gewidmet. Er studierte Latin- und Afro-Cuban-Percussion, die Rhythmen des Flamenco und des Orients und ließ sich in Kuba ebenso wie in der Türkei von Meistertrommlern unterrichten. Er initiierte zahlreiche Projekte, wie Yoruba Ilu, Bayuba Cante (Cheba 2000)  oder TurCumstances. Für sein Album Afro Anatolian Tales (2008) hat er sich mit bekannten Musikern wie Aynur Doğan und Arto Tuncboyaciyan zusammengetan. 2010 gründete er mit Franz von Chossy und Alex Simu die World-Jazz-Gruppe Arifa, die vier Alben veröffentlichte. Mit Shishani Vranckx erkundete er in Namibian Tales die Musik Namibias. Mit Claron McFadden wirkte er im Projekt Night Shades: Aubergine.
Weiterhin arbeitete er mit dem Asko/Schönberg Ensemble, Martin Fondse, Harmen Fraanje, Eric Vloeimans, Simon Phillips, Pedro Luis Ferrer, Naseer Shamma, Mola Sylla, Sidi Larbi Cherkaoui, Izaline Calister, Theodosii Spassov und weiteren Künstlern.